# Adoretus stoliczkae
Adoretus stoliczkae är en skalbaggsart som beskrevs av Ohaus 1914. Adoretus stoliczkae ingår i släktet Adoretus och familjen Rutelidae. Inga underarter finns listade i Catalogue of Life.